# الباكوسيات
الباخوسيّات هي دراما كتبها الشاعر يوربيديس (480 ق.م - 406 ق.م) كجزء ثالث من إحدى رباعياته (تيترالوجي) وربح من خلالها عام 405 ق.م أول جائزة للتراجيديا في أثينا.

## الحكاية
تقول الحكاية أن ديونيسيوس ابن زيوس وسيميلي، إله الخمر والسُكر عاد إلى ثيفا مسقط رأسه منتحلا شكلا بشريا، لينتقم من النساء اللائي شككن بألوهيته ولم يعترفن به كإله (كإبن لزيوس). أوقع ديونيسيوس نساء ثيفا في حالة سكر ووهم وقادهن إلى جبل كيثائيرون. وبين النساء كانت أغوئي خالته وأم بنثيوس ملك ثيفا. قيل أن النساء عشن مع الحيوانات البرية وكن يضربن الصخور بقضبان من سيقان الشومر لكي ينبع منها الخمر. وأنهن كن يقطعن كل من يحاول الوقوف في طريقهن. هدف غضب ديونيسيوس هذا كان بنثيوس الذي عمل عكس نصيحة العراف تايريسياس (عراف ثيفا الأعمى) ونصيحة جده قدموس وهجم بالسلاح على ديونيسوس والنساء. عمله لم ينجح وكتب له الفشل. في النهاية أُقنع بنثيوس (الذي أعمته الآلهة) أن يتنكر على شكل امرأة ليراقب طقوس العربدة ومايحدث من على قمة شجرة. رأته النساء وكن مازلن في حالة سكر. أسقطت النساء بنثيوس عن الشجرة ومع أنه حاول التعريف عن نفسه لكن النساء لم يتعرفن عليه وحتى أمه أغوئي لم تعرفه وقطعته مع بقية النساء. رجعت أغوئي حاملة رأس ابنها وهي ماتزال تعتقد (لسكرها) أنها تحمل رأس أسد جبلي إلي ثيفا. قدم لها أبوها قدموس المساعدة وفقط بعد أن أعادها قدموس إلى رشدها عرفت فعلا ما عملت. بعد هذا ظهر ديونيسوس بهيئته الإلهية ليعلن قدر الثيفيين.